# Paarl (wijndistrict)
Paarl is een wijndistrict in Zuid-Afrika, genoemd naar de stad Paarl. Vroeger was het vooral bekend om de versterkte wijn en sherry. Nu is het vooral bekend om zijn rode wijnen. 

## Ligging
Het behoort tot de wijnregio Coastal Region in de West-Kaap. 
Het ligt ten noorden van Stellenbosch, en wordt begrensd door de stad Wellington in het noordoosten en de bergen van Groot- en Klein Drakenstein en het wijndistrict Franschhoek ten zuidoosten. De westelijke helft van het gebied is minder geschikt voor de wijnbouw.
Binnen het district worden nog de regio's Simonsberg-Paarl en Voor Paardeberg onderscheiden. 

## Terroir
Er heerst een Mediterraan klimaat, maar er komt een koele bries vanaf de Atlantische Oceaan via het vlakkere westelijke gebied. Er zijn drie soorten bodem: zand langs de Bergrivier, graniet op de uitlopers van het Paarlgebergte en schalie in het noordoosten. Irrigatie is in dit relatief warme gebied vaak wel nodig.

## Druivenrassen
- Rood: Syrah, Pinotage  en Cabernet Sauvignon
- Wit: sinds kort Viognier en Mourvèdre, maar vooral Chenin Blanc en Cinsault